# 平濑骨螺
平濑骨螺（学名：Haustellum hirasei），是新腹足目骨螺科鹬头螺属的一种。主要分布于台湾，常栖息在深海。